# Opus (лейбл)
Opus — словацкий лейбл в звукозаписывающей индустрии, который в бывшей Чехословакии, наряду с чешским Supraphon был монополистом на выпуск музыкальных произведений, в особенности виниловых пластинок и компакт-дисков. Основан в 1971 году путём выделения из Supraphon словацкого завода. Издавал грампластинки, аудиокассеты, компакт-диски, ноты и книги о музыке. Имел собственную сеть розничных магазинов. После бархатной революции в 1989 году был преобразован в стандартное акционерное общество.

## Известные исполнители, записывавшиеся на лейбле
- Группа «Modus»
- Марика Гомбитова
- Беата Дубасова
- Петер Надь[англ.]
- Группа «Elán»
- Мирослав Жбирка
- Алла Пугачёва
- Группа «Vidiek»
- Рихард Мюллер и группа «Banket»
- Мариан Грекса и группа «Demikát»
- Дарин(к)а Ролинцова
- Группа «Tublatanka»
- Вашо Патейдл
- Ян Леготский
- Группа «Lojzo»
- Юлия Гечкова
- Робо Григоров
- Марцела Лайферова
- Карол Духонь
- Петер Гечко
- Группа «Limit»
- Группа «Team»
- Павол Гаммел и группа «Prúdy»
- Группа «Metalinda»
- Мирка Брезовска
- Группа «AC+»
- Ярослав Филип
- Группа «Bez ladu a skladu»
- Дежо Урсины
- Яна Кочианова
- Группа «Fermata»
- Группа «Monte Rosa»